# 30. децембар
30. децембар (30.12.) је 364. дан године по грегоријанском календару (365. у преступној години). До краја године има још 1 дан.

## Догађаји
- 1460 — Ричард, војвода од Јорка је убијен, а његова војска је уништена у бици код Вејкфилда у Рату ружа.
- 1803 — Бивша француска колонија Луизијана, коју је исте године француски цар Наполеон I продао Американцима, ушла у састав САД. Тиме скоро удвостручена тадашња територија САД.
- 1853 — САД су купиле од Мексика око 77.000 km² земље јужно од реке Џајла и западно од Рио Грандеa за 10 милиона долара.
- 1886 — Немачка и Португалија потписали споразум којим су одређене границе између Анголе и немачке Југозападне Африке, данас Намибије.
- 1903 — У пожару у чикашком позоришту „Ириквои“ погинуло је 588 особа.
- 1915 — Немачка подморница код Крита у Првом светском рату торпедовала британски путнички брод „Персија“. Погинуло 330 од 501 путника и члана посаде.
- 1922 — Званично основан Савез Совјетских Социјалистичких Република, стварањем конфедерације Русије, Белорусије, Украјине и Транскавкаске Федерације.
- 1933 — Припадник румунске организације „Гвоздена гарда“ је убио премијера Јона Дуку. На место премијера дошао профашиста Георге Тартареску, који је потом Румунију приближио силама Осовине.
- 1933 — Грчки краљ Ђорђе II је прогласио намесништво и оставио грчки трон упражњеним.
- 1947 — Румунски краљ Михај абдицирао под притиском комуниста који су потом прогласили Народну Републику Румунију.
- 1988 — Премијер Југославије Бранко Микулић и његова влада поднели оставку због бројних критика да Влада није у стању да реши економску кризу у земљи.
- 1990 — Власти Албаније први пут дозволиле Јеврејима исељавање у Израел.
- 1991 — На састанку у главном граду Белорусије Минску лидери Заједнице независних држава, настале после распада СССР, нису успели да се договоре о заједничкој војсци, па је свим бившим совјетским републикама препуштено да формирају сопствене оружане снаге.
- 1993 — Израел и Ватикан, после два миленијума углавном непријатељских односа римокатоличке цркве и Јевреја, потписали споразум о међусобном признавању и успостављању пуних дипломатских односа.
- 1997 — Кина и Јужна Африка потписале споразум о успостављању дипломатских односа 1. јануара 1998.
- 2000 — Генерал Омар ел Башир други пут изабран за председника Судана и обећао да ће наставити напоре за успостављење мира у земљи у којој је око два милиона људи погинуло у сукобима у грађанском рату или умрло од глади.
- 2000 — У серији бомбашких напада у близини Маниле на Филипинима који су се десили у року од неколико сати, убијене су 22 особе и повређено је још 100.
- 2002 — Председнику Србије Милану Милутиновићу истекао мандат. Функцију вршиоца дужности председника Србије преузела председница Скупштине Србије Наташа Мићић.
- 2006 — Бивши ирачки председник Садам Хусеин је обешен пошто га је Специјални ирачки суд прогласио кривим за злочине против човечности.
- 2016 — Српски бизнисмен Богољуб Карић се вратио у Србију након скоро 11 година у егзилу, претходно га суд ослободио свих оптужби.

## Рођења
- 1864 — Марко Мурат, српски сликар. (прем. 1944)[1]
- 1865 — Радјард Киплинг, енглески писац, песник и новинар, добитник Нобелове награде за књижевност (1907). (прем. 1936)[2]
- 1895 — Хамза Хумо, српски, југословенски и босанскохерцеговачки писац, новинар и историчар уметности. (прем. 1970)[3]
- 1905 — Данил Хармс, руски песник, писац и драматург. (прем. 1942)[4]
- 1908 — Марија Примаченко, украјинска уметница. (прем. 1997)
- 1921 — Рашид Карами, либански премијер (прем. 1987).[5]
- 1922 — Љубиша Бачић, српски глумац, песник и преводилац. (прем. 1999)
- 1932 — Паоло Вилађо, италијански глумац, сценариста, редитељ и комичар. (прем. 2017)[6]
- 1932 — Бранко Вујовић, српски глумац. (прем. 1993)[7]
- 1934 — Дел Шенон, амерички музичар. (прем. 1990)[8]
- 1937 — Гордон Бенкс, енглески фудбалски голман. (прем. 2019)[9]
- 1941 — Слободан Милосављевић српски хемичар, редовни професор Хемијског факултета у пензији и редовни члан САНУ.[10]
- 1942 — Фред Ворд, амерички глумац. (прем. 2022)[11]
- 1942 — Јанко Прунк, словеначки историчар и политичар.
- 1946 — Пети Смит, америчка музичарка, списатељица и песникиња.[12]
- 1946 — Берти Фогтс, немачки фудбалер и фудбалски тренер.[13]
- 1959 — Трејси Алман, енглеско-америчка глумица, комичарка, певачица, плесачица, сценаристкиња, продуценткиња, редитељка и списатељица.[14]
- 1961 — Бен Џонсон, канадски атлетичар.[15]
- 1963 — Џон ван’т Схип, холандски фудбалер и фудбалски тренер.[16]
- 1975 — Лео Леринц, српски фудбалер.[17]
- 1977 — Саша Илић, српски фудбалер и фудбалски тренер.[18]
- 1977 — Александар Ћирић, српски ватерполиста.[19]
- 1980 — Хенри Домеркант, америчко-босанскохерцеговачки кошаркаш и кошаркашки тренер.[20]
- 1980 — Елајза Душку, америчка глумица, модел и продуценткиња.[21]
- 1982 — Кристин Крук, канадска глумица и продуценткиња.[22]
- 1984 — Андра Деј, америчка музичарка и глумица.[23]
- 1984 — Миленко Себић, српски стрелац.[24]
- 1984 — Леброн Џејмс, амерички кошаркаш.[25]
- 1986 — Ели Голдинг, енглеска музичарка.[26]
- 1987 — Томаз Белучи, бразилски тенисер.[27]
- 1991 — Камила Ђорђи, италијанска тенисерка.[28]
- 1994 — Никола Милутинов, српски кошаркаш.[29]
- 1995 — Доминик Фајк, амерички музичар и глумац.[30]

## Смрти
- 1847 — Сима Милутиновић Сарајлија, српски песник, драматург, преводилац, историчар, хајдук и учитељ. (рођ. 1791)[31]
- 1916 — Григориј Распућин, руски пустолов, монах и мистик. (рођ. 1869)[32]
- 1944 — Ромен Ролан, француски књижевник, драматург, есејиста, историчар уметности и музиколог, добитник Нобелове награде за књижевност (1915). (рођ. 1866)[33]
- 1968 — Тригве Ли, норвешки политичар, први генерални секретар Организације уједињених нација. (рођ. 1896)[34]
- 1970 — Сони Листон, амерички боксер. (рођ. 1932)[35]
- 1992 — Михаило Лалић, црногорско-српски књижевник. (рођ. 1914)[36]
- 1995 — Богољуб Петровић, српски глумац. (рођ. 1942)[37]
- 2006 — Садам Хусеин, ирачки политичар, 5. председник Ирака. (рођ. 1937)[38]
- 2010 — Боби Фарел, холандски музичар и плесач, најпознатији као члан оригиналне поставе групе Boney M. (рођ. 1949)[39]
- 2013 — Љубомир Тадић, српски правник, филозоф и политичар. (рођ. 1925)[40]
- 2014 — Луиза Рајнер, немачко-америчко-британска глумица. (рођ. 1910)[41]
- 2022 — Барбара Волтерс, америчка новинарка, ТВ водитељка, продуценткиња и списатељица. (рођ. 1929)[42]
- 2023 — Том Вилкинсон, енглески глумац. (рођ. 1948)[43]

## Празници и дани сећања
- Св. пророк Данило; Св. преподобномученик ђакон Авакум и игуман Пајсије
- Давид, Хунор, Сабин, Либерије
- Зул хиџе (Zu-l hidždže)
- Тевет ВАЈИГАШ (Берешит, 44:18 - 47:27)